# Weitek

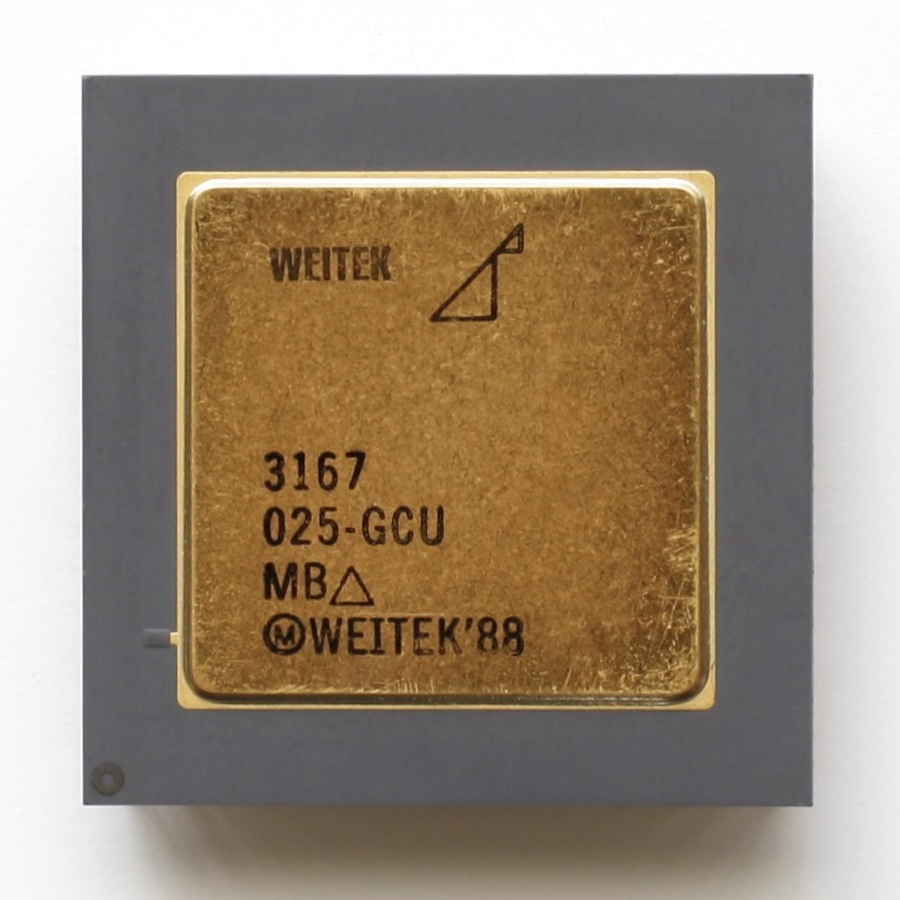
Weitek-FPU 3167 für i386-Systeme.

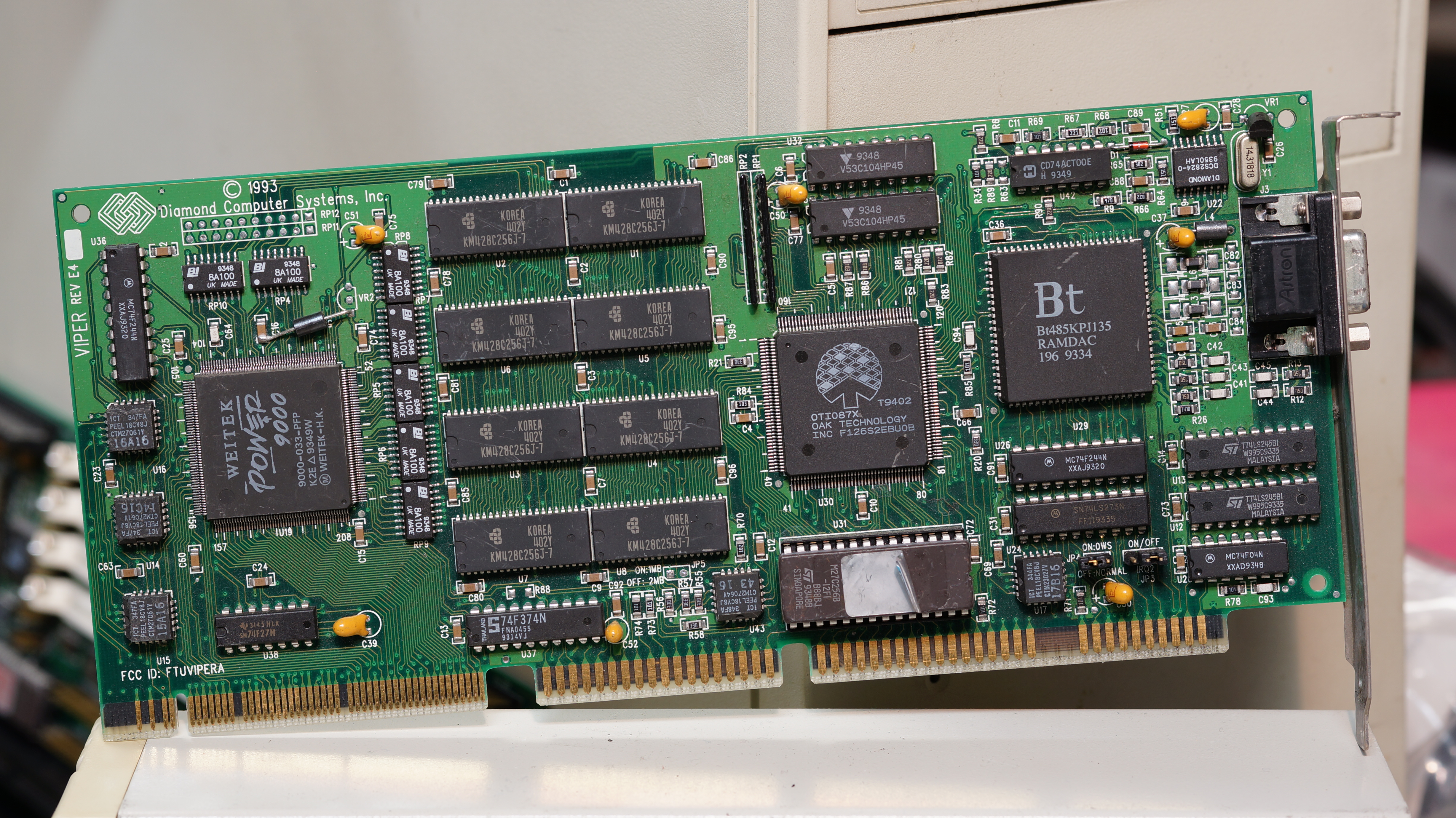
VLB-Grafikkarte Diamond Viper mit OAK OTI087 und Weitek 9000

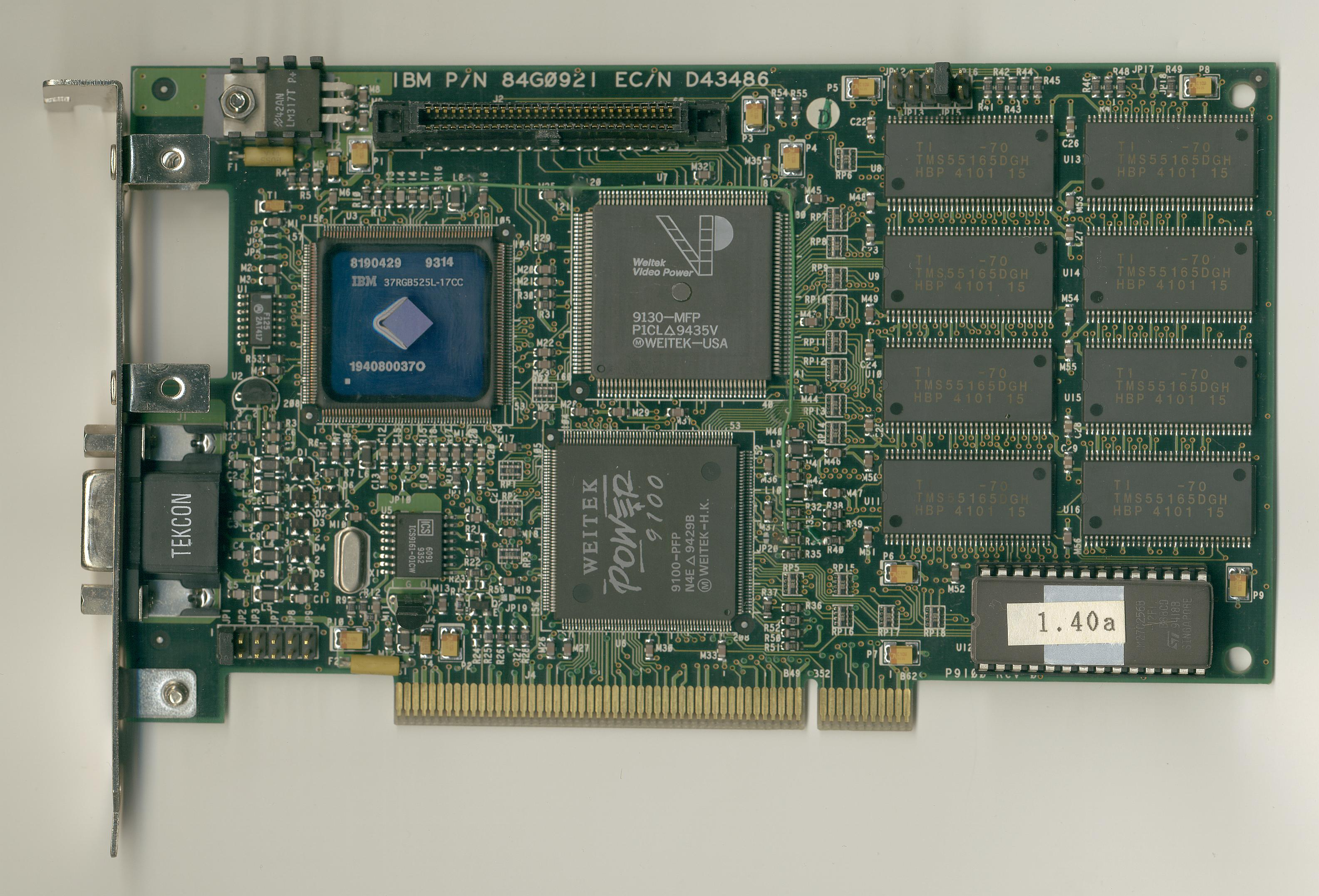
Grafikkarte Power 9100 mit Weitek 9100 Grafik-Prozessor.

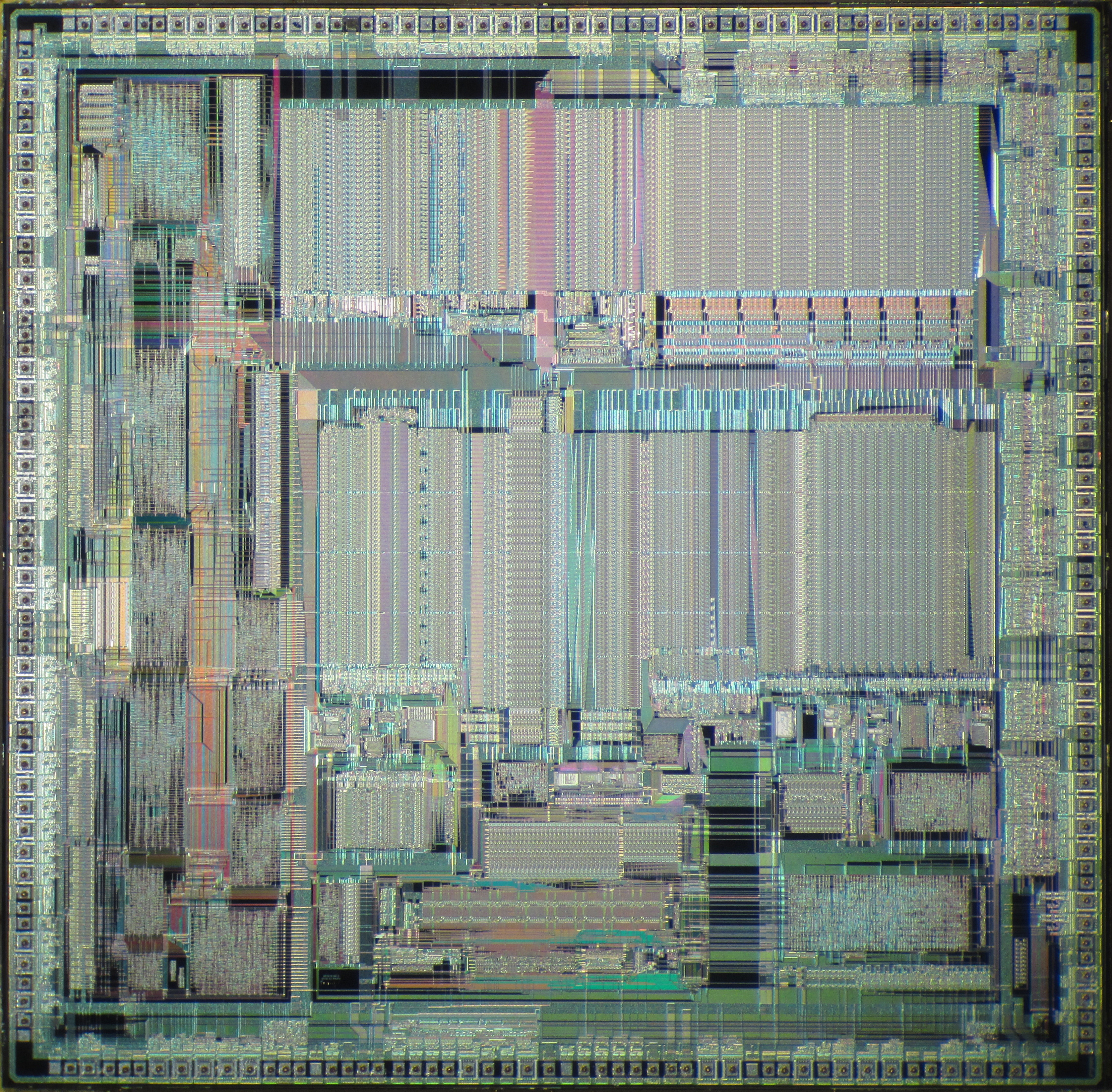
Weitek 8601 SPARC-Prozessor Die-Foto.

Weitek war eine US-amerikanische Firma, die in den 1980er Jahren mathematische Koprozessoren für IBM-kompatible PC-Systeme (für 386er den 3167, für 486er den 4167) und Workstations (z. B. SUN) sowie Grafikkarten-Prozessoren (WEITEK 9000 bzw. 9100 evtl. mit Video-Coprozessor) entwarf und produzierte.
Eine Besonderheit der Weitek Prozessoren für x86 PCs, wie bspw. dem WTL4167 gegenüber den herkömmlichen x87 Koprozesoren von Intel, AMD und Cyrix war, dass er eine Memory-Mapped Architektur verwendet hat, die es erlaubte, die Befehlsinstruktionen und die für die Berechnung notwendigen Daten  
schneller an den Koprozessor zu übertragen, was dazu führte, das Gleitkommaberechnungen auf einem WTL4167 gegenüber dem im i486er eingebauten Koprozessor um 10 bis 15 Prozent schneller waren. Ein Nachteil war, dass der Befehlssatz diese Koprozessoren zu den x87 Koprozessoren der x86 Familie nicht kompatibel waren und daher die Software speziell angepasst werden musste.
Weitek ging in Insolvenz und wurde von der US-amerikanischen Firma Rockwell Semiconductor aufgekauft.

## Technische Daten

### SPARC-Prozessoren
|  | Typ                            | Taktfrequenz       | Gehäuse | Beschreibung                                      |
|  | ------------------------------ | ------------------ | ------- | ------------------------------------------------- |
|  | Weitek 8601                    | 40 MHz             | PGA-207 | Upgrade für SPARCstation IPX                      |
|  | Weitek 8701                    | 40 MHz             | PGA-207 | Upgrade für SPARCstation IPX und SPARCstation ELC |
|  | SPARC POWER µP (2000A-080-GCD) | 80 MHz (2× 40 MHz) | PGA-207 | Upgrade für SPARCstation IPX und SPARCstation 2   |

### Multiplizierer (Auswahl)
| Typ            | Gehäuse | Technologie | Beschreibung              |
| -------------- | ------- | ----------- | ------------------------- |
| Weitek WTL1010 | DIP-64  | TTL, 5V     | 16 Bit × 16 Bit, Parallel |
| Weitek WTL2516 | DIP-64  | CMOS, 5V    | 16 Bit × 16 Bit, Parallel |
| Weitek WTL2517 | DIP-64  | CMOS, 5V    | 16 Bit × 16 Bit, Parallel |

### Koprozessoren
|  | Typ                     | Taktfrequenz | Gehäuse               | Beschreibung |
|  | ----------------------- | ------------ | --------------------- | --- |
|  | Weitek 1032 Weitek 1033 |              | DIP-64 CLCC-68        | - 32-Bit-FPU-Chipsatz nach IEEE 754 - 1032: Multiplizierer in NMOS-Technologie - 1033: Arithmetisch-logische Einheit (ALU) in NMOS-Technologie |
|  | Weitek 1064 Weitek 1065 |              | CLCC-68               | - 32-Bit-FPU-Chipsatz nach IEEE 754 - 1064: Multiplizierer - 1065: ALU                                                                         |
|  | Weitek 1164 Weitek 1165 |              | DIP-64 CLCC-68        | - 32-Bit-FPU-Chipsatz nach IEEE 754 - 1164: Multiplizierer - 1165: ALU - siehe auch Sun-4                                                      |
|  | Weitek 2264 Weitek 2265 |              | PGA-144               | - 64-Bit-FPU-Chipsatz nach IEEE 754 - 2264: Multiplizierer - 2265: ALU                                                                         |
|  | Weitek 1232 Weitek 1233 |              | DIP-64 PGA-68 CLCC-68 | - 32-Bit-FPU-Chipsatz nach IEEE 754 - 1232: Multiplizierer in CMOS-Technologie - 1233: ALU in NMOS-Technologie                                 |

|  | Typ         | Taktfrequenz   | Gehäuse                                                                        | Beschreibung                                                                                       |
|  | ----------- | -------------- | ------------------------------------------------------------------------------ | -------------------------------------------------------------------------------------------------- |
|  | Weitek 1167 |                | Kleine L-förmige Platine mit drei ICs und 121 Pins (WTL1163, WTL1164, WTL1165) | - FPU für i386-basierte Systeme - nicht kompatibel mit i387-Sockel und nicht zum 80x87-Befehlssatz |
|  | Weitek 3167 | 20, 25, 33 MHz | PGA-121                                                                        | - In EMC Sockelausführung kompatibel mit i387-Sockel aber nicht zum 80x87-Befehlssatz.             |
|  | Weitek 4167 | 25 und 33 MHz  | PGA-142                                                                        | - nicht kompatibel zum 80486-Upgrade-Sockel und nicht zum 80x87-Befehlssatz                        |